# عبدالله جمعه
عبدالله جمعه (زادهٔ ۱۹۴۱) کارآفرین، سیاست‌مدار و مدیر ارشد اجرایی اهل عربستان سعودی است، که از سال ۱۹۹۵ تا ۲۰۰۹ به‌عنوان مدیر عامل شرکت نفتی سعودی آرامکو فعالیت می‌کرد. وی هم‌اکنون از مدیران ارشد هالیبرتون می‌باشد.